# Kota (szałas)
Kota – rodzaj szałasu w kształcie stożka, budowany przez lapońskich koczowników z żerdzi (całych lub rozłupanych wzdłuż). Używany na potrzeby gospodarcze i kuchenne, posiada palenisko pośrodku, otwór dymowy (dymnik) w szczycie i niewielkie wejście.

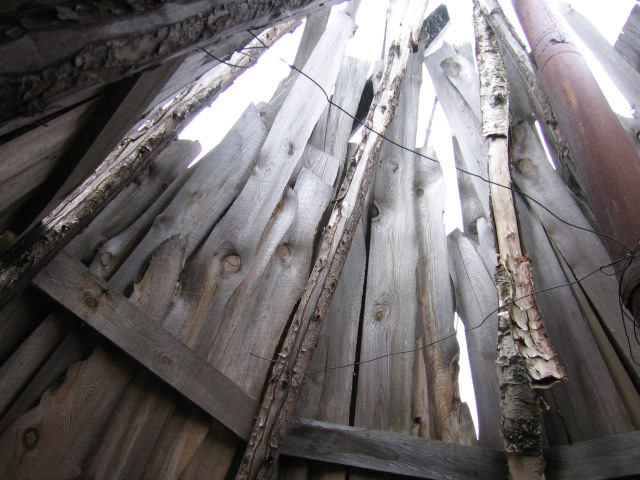
dymnik
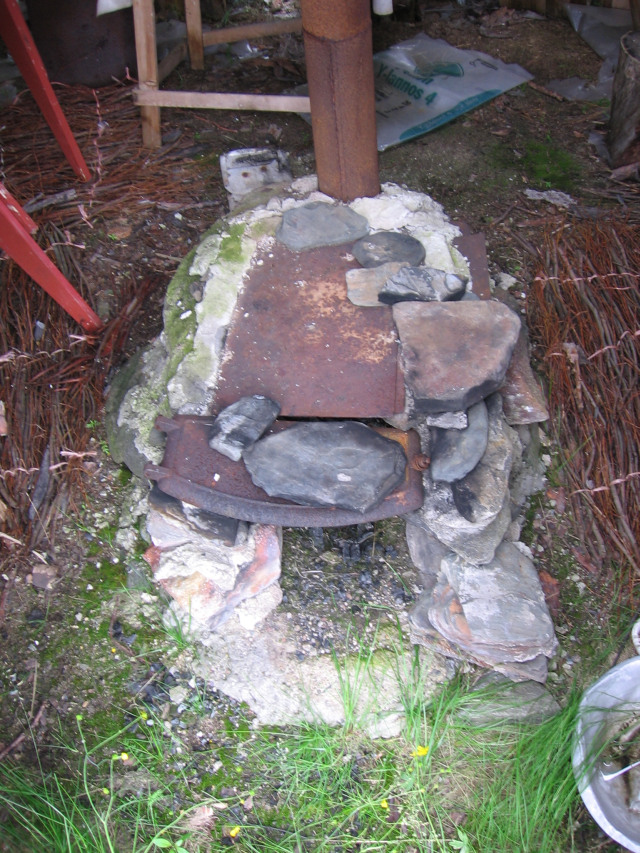
palenisko
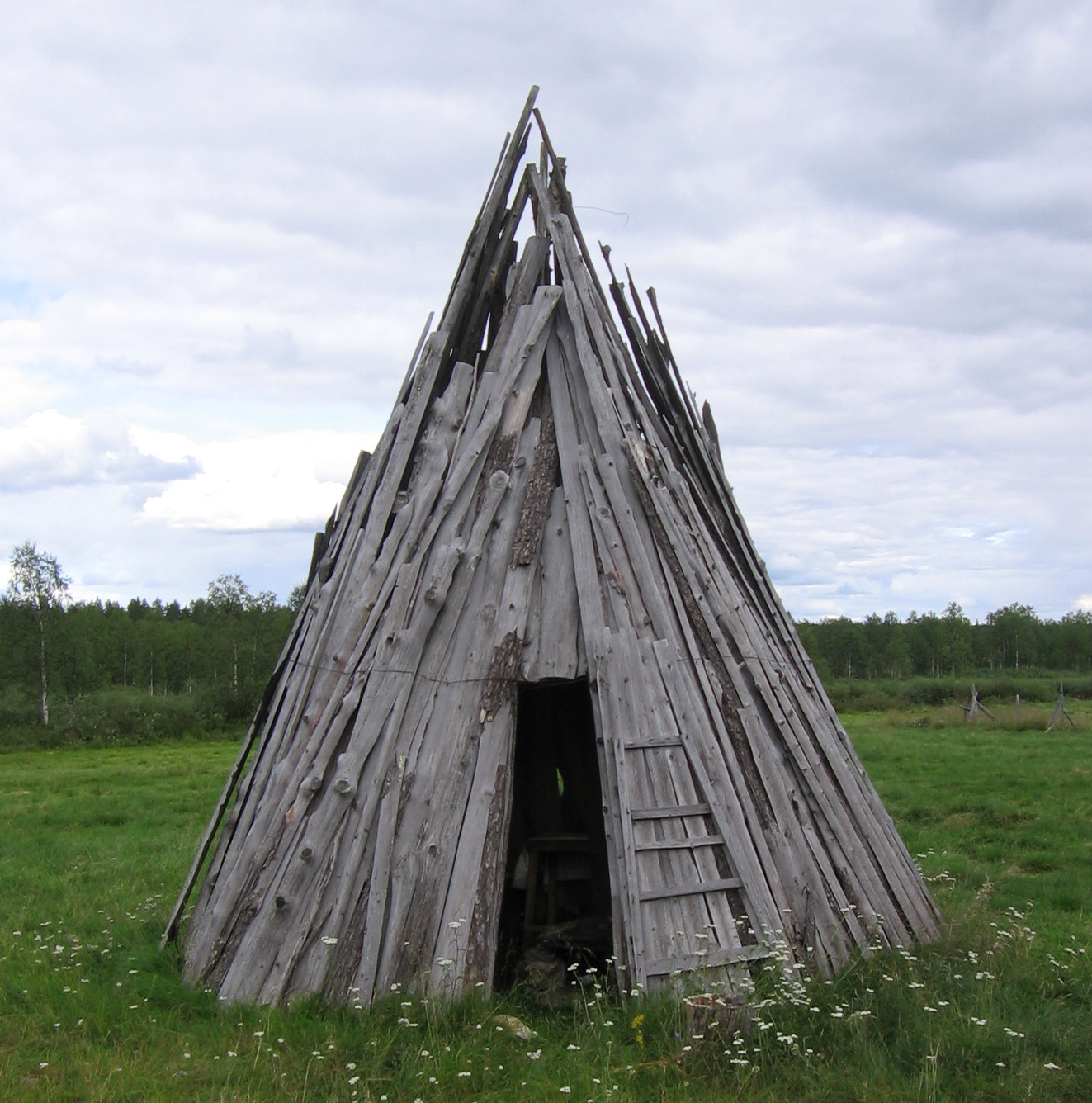